# Mary et Max
Pour plus de détails, voir Fiche technique et Distribution.
Mary et Max (Mary and Max) est un film d'animation australien en pâte à modeler réalisé par Adam Elliot et sorti en 2009.

## Synopsis
Mary est une petite fille australienne solitaire et disgracieuse âgée de 8 ans. Tête de turc des garçons de son école, elle décide d'écrire à un correspondant choisi au hasard dans un annuaire de New York, espérant se faire un ami. Max Horowitz, 44 ans, Juif solitaire, obèse et porteur du syndrome d'Asperger, répond à sa lettre. Ils deviennent ainsi de grands amis pour les années qui vont suivre...
Gourmands, l'un comme l'autre, Mary et Max s'échangent des chocolats par correspondance. Max a d'ailleurs inventé la recette du « hot-dog au chocolat », et bien d'autres recettes à base de chocolat. Quant à Mary, c'est une inconditionnelle du lait concentré sucré.
Max participe au groupe de parole des « hyperphages anonymes », c'est-à-dire ceux qui mangent trop. Dans ce groupe, une autre hyperphage tombe amoureuse de lui et le couve du regard, puis le couvre de baisers dans l'ascenseur. Max en est très gêné, car son syndrome rend difficile l'interprétation des sentiments et des « messages non verbaux » d'autrui, ce qui a pour effet de l'isoler. 
Mary a un voisin âgé, qui a perdu ses jambes à la guerre et a peur de sortir de chez lui : il est agoraphobe. C'est donc Mary qui lui prend son courrier dans sa boite aux lettres et le lui apporte.
Mary a une tache de vin sur le front, qui lui vaut d'être le souffre-douleur de ses camarades de classe. Elle économise longuement pour la faire retirer grâce à la chirurgie esthétique, pour finalement se rendre compte que cela ne change rien à sa vie.
Mary suit des études de psychiatrie et publie sa thèse sur le syndrome de Max. Max est très choqué par ce livre, qui parle de lui. Mary a mené cette étude par amitié pour Max, mais celui-ci est trop émotif pour supporter cette nouvelle.
Mary épouse un Grec très gentil, dont elle était amoureuse dans son enfance. Malheureusement, elle ne parvient pas à s'occuper de son couple, car Max ne répond plus à ses lettres, qui l'angoissent mortellement. Mary s'en trouve affreusement malheureuse, au point qu'elle en oublie son mari et sombre dans la dépression et l'alcoolisme, comme sa mère avant elle. Son mari finit par partir, pour rejoindre un homme en Nouvelle-Zélande. Il lui laisse une lettre très gentille pour l'assurer qu'il l'aime toujours, mais moins que son amoureux en Nouvelle-Zélande, et qu'il espère qu'ils pourront se retrouver, une fois la douleur de leur histoire apaisée.
Mary sort de sa dépression grâce à une lettre de Max, qui finit par lui écrire pour s'excuser. Il lui explique son syndrome et ses difficultés à entrer en relation avec les autres. Cette fois-ci, le colis de Max lui est apporté par son vieux voisin cul-de-jatte, qui a réussi à surmonter ses angoisses. D'une certaine façon, il renverse les rôles en apportant, cette fois, son aide à Mary, alors que c'était elle qui l'a aidé durant de nombreuses années. Dans les deux cas, cette aide porte sur le courrier, c'est-à-dire sur l'échange entre les êtres humains, qui constitue le fil d'Ariane du film.
Lorsque Mary finit par venir à New York pour rencontrer Max, elle a avec elle son bébé, né de sa relation avec son mari homosexuel. Mais Max vient de mourir. Il semble dormir sur son canapé, avec un grand sourire. Max ne savait pas sourire, mais, grâce à sa correspondance avec Mary, il a fini par progresser et par apprendre à être heureux. Son regard est porté vers le plafond, où il a fixé les lettres de Mary après les avoir plastifiées. On comprend alors que Mary lui a beaucoup apporté et qu'il est parti serein.

## Thèmes du film
Le film évoque les thèmes de l'autisme, de la différence et de la solitude. À travers la correspondance de Mary et de Max, ce sont deux êtres solitaires qui se rencontrent et cherchent à se comprendre. Mary pose des questions fondamentales à Max, sur l'amour, la vie ou encore la méchanceté de ses camarades. Ces questions provoquent une vive angoisse chez Max, qui a l'habitude de rester enfermé dans une vie régulière et parfaitement normée.
Le film est présenté comme étant inspiré d'une histoire vraie et dans une interview d'avril 2009, l'auteur-réalisateur Adam Elliot précise que le personnage de Max lui a été inspiré par une personne de New-York avec laquelle il a entretenu une correspondance pendant plus de 20 ans.

## Fiche technique
- Titre original : Mary and Max
- Titre français : Mary et Max
- Réalisation et scénario : Adam Elliot
- Directeur artistique : Adam Elliot
- Photo : Gerald Thompson
- Montage : Bill Murphy
- Musique : Artistes variés, Dale Cornelius
- Production : Melanie Coombs
- Distribution : 
  - Australie : Icon Entertainment International
  - France : Metropolitan FilmExport
- Pays d’origine :  Australie
- Langue : anglais
- Durée : 90 minutes
- Date de sortie : 2009

## Distribution vocale
Les informations concernant la distribution de la version originale sont tirées de l'Internet Movie Database.
- Toni Collette (VF : Julia Vaidis-Bogard) : Mary Daisy Dinkle
- Philip Seymour Hoffman (VF : Jean-Claude Grumberg) : Max Jerry Horowitz
- Barry Humphries (VF : Denis Podalydès) : le narrateur (voix off)
- Eric Bana : Damian Papadopoulos
- Bethany Whitmore : Mary jeune
- Renée Geyer : Vera Lorraine Dinkle
- Molly Meldrum (en) : un sans-abri

## Musique du film
La musique de Mary et Max est composée essentiellement de morceaux que le réalisateur, Adam Elliot, souhaitait inclure dans ses films depuis longtemps. Il écoutait ces musiques lors de l'écriture du scénario et de la réalisation. Le compositeur Dale Cornelius complète cette sélection en écrivant quelques pistes originales.
1. Perpetuum Mobile – Penguin Cafe Orchestra
2. Old Mother Hubbard – ABC Radio Orchestra
3. Russian Rag – Sydney Alpha Ensemble
4. Across Two Worlds – Dale Cornelius
5. The Typewriter – Leroy Anderson
6. Dance of the Knights (Montagues and Capulets) – tiré de Roméo et Juliette de Prokofiev, interprété par le Sydney Symphony Orchestra
7. Prelude and Yodel – Penguin Cafe Orchestra
8. Zadok the Priest – The Kings of Consort & Choir
9. Max's Meltdown – Dale Cornelius
10. That Happy Feeling – Bert Kaempfert & His Orchestra
11. Zorba's Dance – The London Pops Orchestra
12. That's Life – James Last & His Orchestra
13. How I Feel/Pulping Her Life – Dale Cornelius
14. Whatever Will Be Will Be (Que sera sera) – Pink Martini
15. The Humming Chorus – tiré de Madame Butterfly, interprété par Nana Mouskouri
16. A Swinging Safari – Bert Kaempfert

## Récompenses
- Cristal du long métrage au Festival international du film d'animation d'Annecy en 2009[2] (ex æquo).
- AniMovi : Prix du meilleur long métrage d'animation, au Festival International du Film d'Animation de Stuttgart (Internationales Trickfilm Festival Stuttgart (ITFS)) ((Allemagne), en 2009[3].